# Total Touch
Total Touch was een Nederlandse band rond zangeres Trijntje Oosterhuis en componist Tjeerd Oosterhuis die eind jaren 90 een aantal hits scoorde. De muziekstijl is een mix van soul, R&B, funk, pop en dance uit zowel de jaren 80 als 90. Het debuutalbum van de band in 1996 is anno 2022 nog altijd het beste verkochte debuutalbum in de Nederlandse popgeschiedenis.

## Biografie
Broer en zus Oosterhuis richtten de band eind jaren 80 op, toen ze beiden nog tieners waren en een muziekcarrière ambieerden. Hoewel de bezetting van Total Touch tot aan de doorbraak vaak veranderde, bleven Tjeerd en Trijntje trouw aan de band. Ook achtergrondzangeressen Caroline Dest en Berget Lewis vormden een belangrijke schakel binnen de band. Het eerste grote succes is in 1991 als ze De Kunstbende (wedstrijd op het gebied van cultuur) winnen en in 1992 hoge ogen gooien bij de Grote prijs van Nederland. Ook dankzij regelmatige optredens in het Amsterdamse café Naar Boven wint hun naam snel aan bekendheid.
Platenmaatschappij BMG Music biedt hun in 1995 een platencontract aan, waarna de debuutsingle Touch Me There in 1996 uitkomt. De clip wordt opgenomen in de Rotterdamse disco Tropicana. Trijntje is op dat moment op een Europese tournee met haar vriendin Candy Dulfer, maar moet terug naar Nederland omdat, via 3FM, het nummer een hitstatus begint te krijgen. Touch me There wordt een van de meest gedraaide hits van Total Touch. De opvolger hiervan, Somebody Else's Lover wordt een nog grotere hit en zet de band definitief op de kaart. De volgende single, One moment your mind, wordt de Alarmschijf en een grote kersthit. In 1997 verzorgt Total Touch een reeks optredens op Bevrijdingsdag. Inmiddels heeft Jasmin Tusjadia Berget Lewis vervangen, die in de show van Ruth Jacott te zien is. Trijntje stort na de optredens van 5 mei in en het wordt even stil rondom de band. De roep om een nieuw album wordt echter alleen maar luider. Toch blijft het lang stil rondom de band. In april 1998 verschijnt de nieuwe single I'll say goodbye. De single wordt een grote hit. Het album This Way wordt gepresenteerd in winkelcentrum Magna Plaza in Amsterdam tijdens een ochtendconcert. De cd komt binnen op nummer 1 in de Album Top 100 en is meteen goud. Inmiddels heeft het debuutalbum een vijfvoudige platina-status bereikt.
Berget Lewis wordt gemist en komt weer terug bij Total Touch. Haar rentree is te zien tijdens de TMF Awards van 1998, waar de band de prijzen wint voor beste popgroep en beste zangeres. De roep om een internationale doorbraak wordt luider. In Nederland scoort Total Touch hit na hit, maar in het buitenland lijkt de animo minder. Doo Be La Dee wordt in het buitenland uitgebracht en bereikt de top 10 van de Amerikaanse dance-hitlijst. Total Touch wordt genomineerd voor een MTV Award, maar wint niet; Eagle-Eye Cherry gaat er met de prijs vandoor. Trijntje komt met een solo-project. In 1998 wordt Vlieg met me mee een hit. Later dat jaar verzorgt de band een optreden in de Amsterdamse Melkweg. Voor de fanclubdag wordt het nieuwe nummer Don't Point Your Finger gespeeld. Dit nummer verschijnt nooit op een album.
In 1999 volgt een niet-commerciële release van Forgive won't forget als laatste uitgebrachte single van Total Touch. Achtergrondzangeres Caroline Dest verlaat de band en zingt mee met Marlayne tijdens het Eurovisie Songfestival dat jaar in Israël. Total Touch verzorgt nog een akoestisch concert voor muziekzender TMF als laatste wapenfeit van de band. In augustus 2000 maakt de band na ruim een jaar een comeback tijdens het benefietconcert voor de slachtoffers van de vuurwerkramp in Enschede. Trijntje en Tjeerd verzorgen samen met twee nieuwe achtergrondzangers het optreden, waarbij alle hits de revue passeren. Trijntje sluit af met I'll say goodbye. Niemand weet op dat moment dat dit het laatste optreden van Total Touch is.
In de periode die volgt richt Trijntje zich vooral op haar solocarrière en blijft Tjeerd muziek schrijven en produceren. Er gaan geruchten dat er onenigheden binnen de band zijn, maar dit wordt structureel ontkend. In 2001 wordt de band opgeheven en zit Trijntje met een probleem: er moet nog één album worden gemaakt. In de volgende twee jaar blijft het stil rondom Trijntje, totdat er in 2003 plotseling een album met muzikale hoogtepunten van Total Touch uitkomt. De plaat wordt een succes en Trijntje promoot het album gelijktijdig met de lancering van haar nieuwe album Trijntje Oosterhuis, waarvoor Tjeerd het gros van de nummers componeert. In 2003 doen Trijntje, Caroline en Berget samen een aantal projecten, omdat de typische Total Touch-sound wordt gemist. Ze zijn onder andere te zien tijdens een concert in Paradiso.
In 2005 laat Trijntje in verschillende media weten dat het tijd wordt voor een Total Touch-reünie. In 2006 is het tien jaar geleden dat Total Touch doorbrak. Voor die tijd zijn Trijntje, Berget en Caroline weer te horen op het solo-album van Trijntje See You as I do, waar ook Jasmine Tusjadia op te horen is. In 2006 komt het album Collections uit. De reünie van Total Touch loopt vertraging op vanwege de zwangerschap van Trijntje.
Ondertussen timmert Berget Lewis aan de weg als solo-zangeres en verlaat Caroline Dest de band Ebonique om zich te richten op andere projecten. Tjeerd Oosterhuis is druk bezig met het nieuwe album van Edsilia Rombley.
In februari 2014 geven Trijntje en Berget samen met Candy Dulfer, Edsilia Rombley en Glennis Grace twee uitverkochte concerten in de Ziggo Dome onder de naam Ladies of Soul . Hier maakt Total Touch een eenmalige comeback met de originele bezetting, met Berget en Caroline wederom als achtergrondzangeressen.

## Discografie

### Albums
| Album met eventuele hitnotering(en) in de Nederlandse Album Top 100 | Datum van verschijnen | Datum van binnenkomst | Hoogste positie | Aantal weken | Opmerkingen                                                                     |
| ------------------------------------------------------------------- | --------------------- | --------------------- | --------------- | ------------ | ------------------------------------------------------------------------------- |
| Total Touch                                                         | 1996                  | 18-05-1996            | 2               | 116          | Bestverkochte debuutalbum van een Nederlandse band ooit, meer dan 500.000 stuks |
| This Way                                                            | 1998                  | 06-06-1998            | 1(6wk)          | 46           |                                                                                 |
| Best of Total Touch & Trijntje Oosterhuis                           | 2003                  | 15-02-2003            | 13              | 22           | met solowerk Trijntje Oosterhuis                                                |

### Singles
| Single met eventuele hitnotering(en) in de Nederlandse Top 40 | Datum van verschijnen | Datum van binnenkomst | Hoogste positie | Aantal weken | Opmerkingen                                        |
| ------------------------------------------------------------- | --------------------- | --------------------- | --------------- | ------------ | -------------------------------------------------- |
| Touch Me There                                                | 1996                  | 25-05-1996            | 14              | 10           | Nr. 13 in de Mega Top 50 / Dancesmash op Radio 538 |
| Somebody Else's Lover                                         | 1996                  | 28-09-1996            | 3               | 16           | Nr. 3 in de Mega Top 50 / Alarmschijf / Goud       |
| One Moment Your Mind                                          | 1996                  | 14-12-1996            | 23              | 6            | Nr. 30 in de Mega Top 50 / Alarmschijf             |
| Standin' Strong Together                                      | 1997                  | 17-05-1997            | 27              | 4            | Nr. 32 in de Mega Top 100                          |
| I'll Say Goodbye                                              | 1998                  | 25-04-1998            | 5               | 14           | Nr. 5 in de Mega Top 100                           |
| Love Me in Slow Motion                                        | 1998                  | 22-08-1998            | 21              | 5            | Nr. 24 in de Mega Top 100 / Alarmschijf            |
| Forgive, Won't Forget                                         | 1999                  | 29-05-1999            | tip13           | -            | Nr. 70 in de Mega Top 100                          |
| Touch Me 2009                                                 | 2008                  | -                     |                 |              | met Remote / Nr. 52 in de Single Top 100           |

### Dvd's
| Dvd's met hitnoteringen in de DVD Top 30  | Datum van verschijnen' | Datum van binnenkomst | Hoogste positie | Aantal weken | Opmerkingen             |
| ----------------------------------------- | ---------------------- | --------------------- | --------------- | ------------ | ----------------------- |
| Best of Total Touch & Trijntje Oosterhuis | 2003                   | 01-03-2003            | 11              | 4            | met Trijntje Oosterhuis |

### NPO Radio 2 Top 2000
| Nummer met noteringen in de NPO Radio 2 Top 2000 | '01  | '02  | '03  | '04  | '05  | '06  | '07 | '08  |
| ------------------------------------------------ | ---- | ---- | ---- | ---- | ---- | ---- | --- | ---- |
| Somebody Else's Lover                            | 1265 | 1178 | 1151 | 1557 | 1672 | 1247 | -   | 1737 |

1. ↑  Een '-' betekent dat het nummer niet was genoteerd en een vetgedrukt getal geeft de hoogste notering aan.
2. ↑  2001 was het eerste jaar met een notering voor dit nummer.
3. ↑  Deze tabel is bijgewerkt tot en met de laatste editie (2024).